# Conggeang Wetan
Conggeang Wetan is een bestuurslaag in het regentschap Sumedang van de provincie West-Java, Indonesië. Conggeang Wetan telt 2182 inwoners (volkstelling 2010).